# Komárany
Komárany é um município da Eslováquia, situado no distrito de Vranov nad Topľou, na região de Prešov. Tem 4,75 km² de área e sua população em 2018 foi estimada em 505 habitantes.

## Demografia
| Ano:        | 1994 | 2004   | 2014   | 2024   |
| ----------- | ---- | ------ | ------ | ------ |
| Broj ljudi: | 491  | 496    | 484    | 510    |
| Razlika:    |      | +1,01% | -2,41% | +5,37% |

| Ano:               | 2023 | 2024   |
| ------------------ | ---- | ------ |
| Número de pessoas: | 506  | 510    |
| Diferença:         |      | +0,79% |